# Rosaria
Rosaria is een monotypisch geslacht van schimmels dat behoort tot de familie Metacapnodiaceae. De typesoort is Rosaria ramosa.